# Association Sportive de Cherbourg Football
El Association Sportive de Cherbourg Football es un club de fútbol francés de la ciudad de Cherburgo, Mancha en la región de Normandía. Fue fundado en 1945 y juega en la Championnat National 3, quinta categoría del fútbol francés.

## Jugadores

### Jugadores destacados en la historia del club
- Papiss Cissé
- Victor Correia
- Frédéric Guilbert
- Richmond Forson
- Maurice Lafont
- Richard Socrier
- Édouard Mendy

## Palmarés

### Torneos nacionales
- CFA (1):2002